# NGC 3945
NGC 3945 ist eine linsenförmige Galaxie mit aktivem Galaxienkern vom Hubble-Typ SB0 im Sternbild Großer Bär am Nordsternhimmel. Sie ist schätzungsweise 62 Millionen Lichtjahre von der Milchstraße entfernt und hat einen Durchmesser von etwa 90.000 Lj.

Im selben Himmelsareal befinden sich die Galaxien NGC 3975 und NGC 3978.
Das Objekt wurde am 19. März 1790 von dem Astronomen William Herschel mithilfe eines 18,7-Zoll-Spiegelteleskops entdeckt.